# Sebastian Leitner
Sebastian Leitner (1919 à Salzbourg - 1989 à Vienne) est un commentateur et vulgarisateur scientifique autrichien.

## Biographie
Alors qu'il est étudiant à Vienne, il est brièvement détenu par les nazis en 1938 en raison de son opposition à l'annexion de l'Autriche à la Grande Allemagne. Plus tard, il s'installe à Francfort pour étudier le droit, mais il est recruté par la Wehrmacht en 1942. Après avoir passé plusieurs années dans un camp de prisonniers de guerre soviétique, il revient en Allemagne en 1949 et commence une carrière de commentateur. Son épouse est la journaliste et écrivain autrichienne Thea Leitner.
Au début, il se concentre sur des sujets juridiques et sociologiques, mais plus tard, il prend comme thème des sujets liés à la médecine et à la psychologie. Son livre So lernt man lernen (Comment apprendre à apprendre), un manuel pratique sur la psychologie de l’apprentissage, devient un best-seller. Dans ce livre souvent cité, il décrit son système Leitner qui utilise des flashcards pour un apprentissage accéléré et accru par répétition espacée.

## Livres
- (de) Sebastian Leitner, So lernt man lernen. Der Weg zum Erfolg, Freiburg im Breisgau, Verlag Herder, 1972 (ISBN 3-451-05060-9)
- (de) Sebastian Leitner, So lernt man leben, Munich, Droemer Knaur, 1974 (ISBN 3-426-04571-0)